# Metrobus (Santiago de Chile)
Metrobus es un sistema de transporte en Santiago de Chile, diseñado como forma de acercamiento al Metro de Santiago a través de buses, originalmente, identificados por su característico color celeste (a diferencia del amarillo del sistema licitado de buses urbanos).

## Historia

### Inicios
El sistema debutó oficialmente el 3 de agosto de 1987 con siete recorridos —ampliándose a quince recorridos en 1988 y añadiendo un nuevo recorrido en 1989—, el cual funcionaba con buses grandes y chicos no uniformados en su color, pero sí con el isologotipo institucional que caracterizó al sistema hasta fines de los años 1990. En un principio, cubría los sectores periféricos de la zona norte de la capital como Lampa, Batuco y Renca, desde la estación de Metro Puente Cal y Canto, en Santiago; algunos centros comerciales como Parque Arauco y Alto Las Condes, y parte de la comuna de La Reina desde la estación Escuela Militar, en Las Condes; sectores de Maipú desde la estación Las Rejas y sectores periféricos de la zona sur del Gran Santiago como Maipú, Nos, Lo Herrera, Tejas de Chena, El Manzano, Villa Chiloé, San Gerónimo y el Hospital Sótero del Río desde la primera estación terminal de Metrobus Lo Ovalle, en La Cisterna.
Más adelante, se habilitaron nuevas estaciones de trasbordo como Salvador, en Providencia, donde salían buses a La Reina, La Florida y Puente Alto; y una segunda estación terminal parecida a Lo Ovalle, ubicada en la estación Bellavista de La Florida, en La Florida, luego de inaugurar la Línea 5 del Metro, desde donde salían servicios hacia Buin, Cajón del Maipo y Pirque. Más adelante, se crearán servicios hacia el Mall Plaza Oeste y entre ambas estaciones terminales.

### Primeros cambios

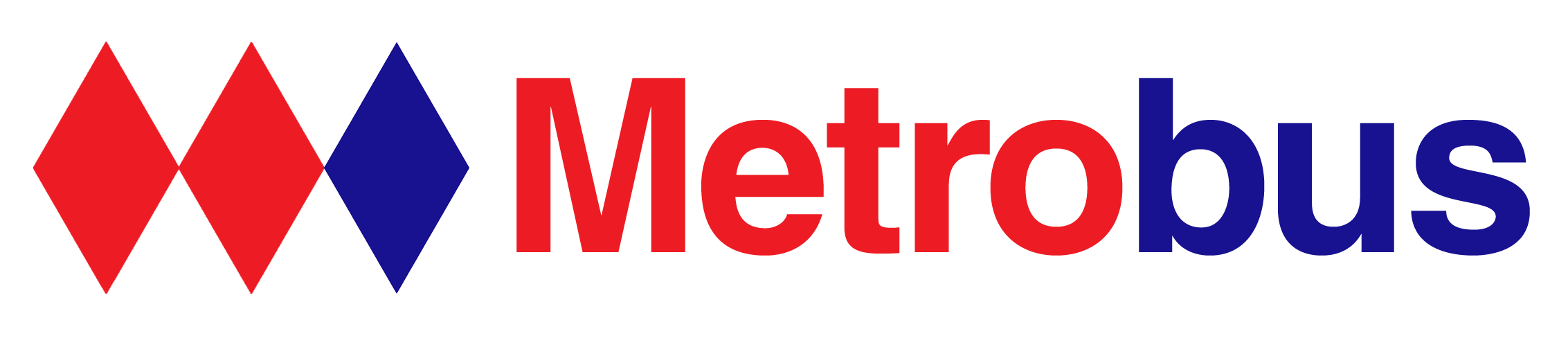
Primer isologotipo.

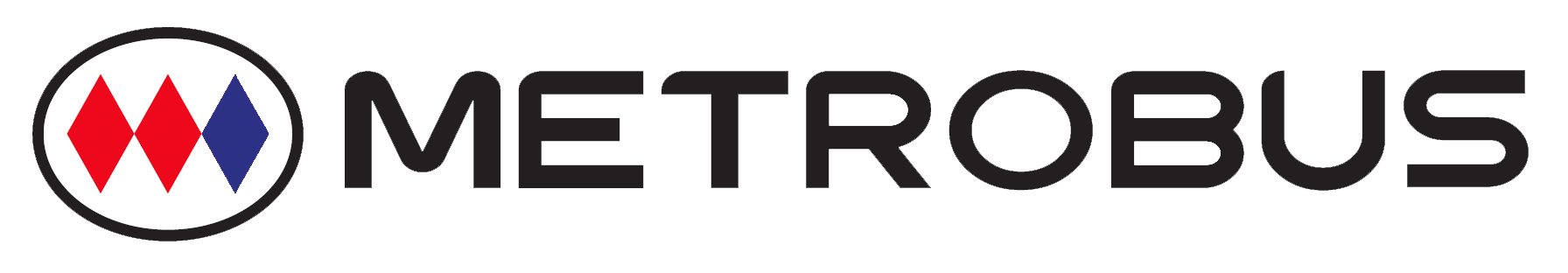
Segundo y actual isologotipo.

En un principio, no había una uniformidad del color de los buses, por lo que las mismas empresas que los operaban pintaban sus máquinas a su gusto, pero sí Metro les obligaba usar en el parabrisas o itinerario, el adhesivo oficial de Metrobus, en que se mostraba el isologotipo de los tres rombos, igual al del Metro, pero con la diferencia de que era uno azul y dos rojos junto con el logo "Metrobus". En 1992, se pintan de color celeste todos los buses, manteniendo así una relación entre los carros del Metro capitalino que ya tenían ese color y, en el costado de los buses, donde estaban las puertas, se pintó el isologotipo institucional, con el objeto de organizar mejor la flota de buses y crear una identidad del sistema, el cual se formaba a la par del Nuevo Sistema Licitado de Locomoción Colectivo, conocido popularmente como micros amarillas. Más tarde, en 1998, se modernizó el isologotipo, resultando un isotipo formado por los tres rombos encerrados en un anillo negro, acompañado por el logo "Metrobus" en mayúscula y en negro. Actualmente, se sigue usando sin cambios desde ese año.
Una característica del sistema, fue la tarifa diferida de los servicios, respecto a los recorridos licitados que no pertenecían al sistema, siendo su valor inferior y compatible con el pasaje del Metro.

### Licitación de 1998
Durante los meses de febrero y marzo de 1998, entró en vigencia una nueva licitación, la cual se dividió en dos partes. La Licitación Metrobus I fue enfocada en los recorridos de las estaciones Lo Ovalle, Las Rejas, Pila del Ganso (actual San Alberto Hurtado), Puente Cal y Canto, Salvador y Escuela Militar. Mientras que la Licitación Metrobus II fue centrada en los nuevos recorridos a implementar, provenientes principalmente de zonas rurales como Pirque, Buin y Cajón del Maipo hasta la estación Bellavista de La Florida. 

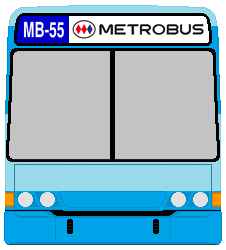
Bus con el corte de pintura y el itinerario, el cual indica el número del servicio junto al isologotipo institucional.

Este proceso, incluyó el mencionado cambio de isologotipo institucional del servicio Metrobus, junto con la implementación de una nomenclatura para identificar los diferentes servicios, la que se basó en la abreviatura del nombre Metrobus en MB, acompañado de un número de dos dígitos. Tal nomenclatura, se incorporó a los buses de dos formas, siendo una de ellas un adhesivo de fondo azul en el frontis del itinerario. La segunda consistía en el número pintado sobre el costado central derecho de la carrocería según sentido marcha del bus.

### Innovaciones
A comienzos de 2000, la alta contaminación atmosférica producida por el transporte público y la antigüedad de algunas máquinas, llevó a la adquisición de nuevos buses por parte de las empresas del rubro. Así, las marcas Metalpar y Marcopolo ofrecieron los modelos urbanos Pucará 2000 y Senior G6, respectivamente, que fueron muy bien recibidos por varios empresarios y que años más tarde, desplazarán a los buses grandes de 9 a 10 metros que iniciaron el sistema.
Sin embargo, durante el año 2001, se autorizó a la E.T.P. Quilical Ltda., circular buses a gas natural, carrozados en Marcopolo modelo Viale y de chasis Volvo B10M en su recorrido MB-44. Estos buses fueron presentados por el gobierno como una iniciativa de mejorar la calidad del servicio de transporte público y del medioambiente, ya que incentivaba el uso de otra materia prima energética, en reemplazo del petróleo y diésel.

### Licitación de 2002
En el marco de los cambios que decidió realizar el gobierno, en materia de transporte público en Santiago, el 6 de agosto de 2002, el ministro de Transportes y Telecomunicaciones, Javier Etcheberry, realizó la licitación de los 21 recorridos de Metrobus, en la cual participaron las empresas ALSA Genera S.A, de origen español, y las nacionales Redbus S.A, Quilical Ltda. y Pérez-Calaf. Sin embargo, el gremio de conductores de los servicios de Metrobus, hizo un llamado a que no se realizara dicha licitación, ya que los podría dejar fuera del sistema y por consiguiente, sin trabajo. Tal situación y la que también tenían los conductores de las micros amarillas, ya que el siguiente año se realizaría la licitación de sus recorridos, llevó a que días posteriores a la licitación de Metrobus, se efectuara un bloqueo de micros en las principales avenidas de la capital, simbolizando de esta manera el rechazo de los cambió que se estaban impulsando.
A fines de 2002, se dio a conocer el resultado de la licitación, en la que ganaron las empresas ALSA Genera S.A, la cual se adjudicó las Unidades de Negocio 2, 3 y 4 (Pajaritos, Lo Ovalle Oriente y Lo Ovalle Poniente); y Redbus S.A, que operó en las Unidades de Negocio 1, 6 y 7 (Escuela Militar, Bellavista Poniente y Cal y Canto), mientras que la Unidad N.º 5 no tuvo adjudicación, ya que la empresa del abogado Pérez-Calaf no completó los requisitos de licitación, quedando descalificada. Finalmente, aquella Unidad quedó bajo control de Redbus S.A.
Respecto a la Unidad de Negocio Cal y Canto, el dueño de Quilical Ltda. se extrañó de que Redbus S.A. ganara su Unidad, asegurando que tenía buses de calidad carrozados en Marcopolo y que parte de su flota fue reconocida por el propio gobierno como una iniciativa tecnológica, acorde a su Plan de Transporte. Quilical llevaba prestando servicios en Quilicura y Renca, desde principios de la década de 1990, conformando así, años de experiencia en el rubro. Luego de perder la licitación, toda su flota fue destinada a los recorridos 136 y 219 que se adjudicó y controló hasta el inicio del Transantiago en 2007.

### El nuevo Metrobus
De esta manera, el 1 de marzo de 2003, comenzó la operación del nuevo Metrobus, cuya inauguración la hizo la empresa española con su flota de 112 buses entre Caio Apache S21 y Caio Piccolo en chasís Mercedes Benz OH-1418 y LO-915, respectivamente, los cuales realizaron los servicios MB-33, MB-34 Y MB-35 desde la estación Pajaritos. Los mismos buses realizaron las rutas de las líneas MB-50, MB-51, MB-52, MB-54 y MB-55 desde Lo Ovalle, a partir del 18 de abril.
En cambio, Redbus S.A. dispone de sus 166 máquinas Neobús Thunder+ en chasís Agrale MA 8.5 en sus servicios desde el 2 del mismo mes, operando así los recorridos MB-01, MB-02, MB-03 desde Escuela Militar; MB-59 y MB-61 desde Bellavista Poniente, y MB-40 y MB-44 desde Cal y Canto. El 10 de mayo, las líneas MB-70, MB-75, MB-77 y MB-82 desde Bellavista Oriente, empiezan a recorrer las calles de La Florida y Puente Alto, eso sí que con 40 buses de la misma marca y modelo que las ya compradas, pero en chasís Mercedes Benz LO-915 para completar una flota de 206 máquinas.
Cabe señalar que la tecnología de los buses cumplía la norma chilena exigida, correspondiente a la norma internacional EURO III. Además, el nuevo material rodante llegado de Brasil, traía cortinas, cierre centralizado de puertas y un nuevo corte de pintura en que se combinaban de colores blanco y tonalidades de celeste con figuras curvas. Dentro de las características de flota de ambas firmas, los buses Neobús venían con panel electrónico, televisores y diarios (el diario se llamaba "de la A a la Z", cobrador automático marca DTS con capacidad para el uso de billetes; mientras que los buses Caio no venían con televisores y diarios. No obstante, ALSA y la empresa Tur-Maipo fueron las únicas en tener a esa fecha, buses de 10 metros aproximadamente, otorgando mayor capacidad de pasajeros transportados. En cuanto a condiciones laborales, los conductores tenían sueldo fijo y tenida formal. Todo esto, demostraba el compromiso de ofrecer un servicio de calidad.
En paralelo, se implementó el cobro automático del pasaje de Metrobus y de Metro, por medio de la tarjeta Multivía. La medida buscaba integrar de mejor manera el servicio Metrobus con Metro, por lo que se realizó una marcha blanca en las estaciones para luego instalar los cobradores automáticos en las nuevas máquinas. El valor de la tarifa adulto oscilaba en algunos servicios entre $230 a $280, mientras que el pasaje escolar estaba en un rango de $80 y $90.
Por otro lado, la nueva licitación trajo la cancelación de algunos recorridos como el MB-10, MB-11, MB-12, MB-56, MB-57, MB-85 y MB-96.
Entre el 2003 y 2005, Redbus adquiere nuevos recorridos como el MB71, MB-76, MB79 y MB-93, este último desde el centro comercial Florida Center, en La Florida; y ALSA, los servicios MB-58, MB-53 y MB-60.

### La llegada de Transantiago
Se pretendía mantener el uso de la tarjeta Multivía en el nuevo sistema de transporte Transantiago, el cual se estrenaría en agosto de 2005, pero por atrasos se postergó hasta octubre. No obstante, tal sistema suponía el fin de los recorridos de Metrobus, ya que habría nuevos recorridos, basados en una nueva organización de rutas, existiendo algunos llamados troncales y otros locales, siendo estos el reemplazo de los recorridos MB.

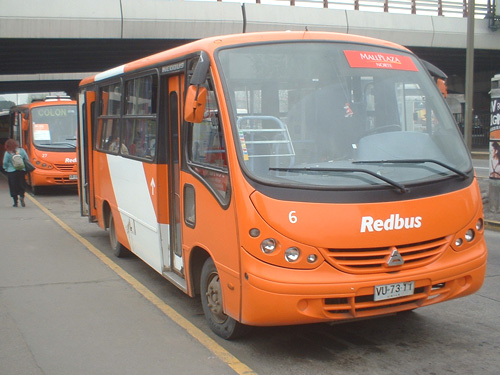
Metrobus esperando pasajeros en estación Escuela Militar.

El futuro de Metrobus se veía oscuro. En mayo de 2005, los servicios de ALSA y Redbus, cambiaron su denominación de Metrobus (MB-XX) a Línea (L-XX), y se borró el isologotipo del sistema y de su empresa: en el caso de los buses de la primera empresa, se pintó de color plomo; mientras que Redbus pintó una línea roja. Meses después, la empresa española se retira del sistema y vende todas sus máquinas a las demás empresas del transporte.
El sábado 22 de octubre, las nuevas empresas operadoras del Transantiago, se repartieron los servicios de Metrobus, terminando así la lógica de las Unidades de Negocio concernientes a las estaciones de Metro, por lo que se desordenó el sistema Metrobus.
En efecto, STP Santiago adquirió los servicios MB-70, MB-75, MB-77 y MB-93; Redbus Urbano se quedó solamente con los recorridos de Escuela Militar, MB-01 con variantes, MB-02, MB-03 y MB-05; Buses Gran Santiago controló las líneas de Lo Ovalle MB-50, MB-51, MB-53, MB-54 y MB-55, además del MB-71, y de Cal y Canto MB-40 y MB-44 con variantes, dando mayor cobertura a Quilicura y Renca que estaban en expansión poblacional; mientras que Trans Araucarias que se quedó con el MB-58, MB-60 y MB-61; y Unión del Transporte que operó el MB-76 y MB-82.
La inauguración de las Líneas 4 y 4A del Metro y la prohibición de ciertas paradas de algunos recorridos, terminaron por acortar la ruta del MB-70 y MB-77. Más tarde, se suspendieron estos servicios al igual que el MB-71.
Con el Transantiago en operación, el color celeste quedó atrás. Los buses fueron pintados de acuerdo a la zona alimentadora que cubrían los concesionarios.

## Metrobus en la actualidad
Aunque la mayoría de los recorridos se terminaron, aún circulan 7 líneas, correspondientes a las empresas Cántares de Chile S.A y Tur-Maipo S.A, las cuales realizan servicios rurales desde Buin, Pirque y el Cajón del Maipo. A pesar de los cambios que sufrió el sistema, sigue cumpliendo su objetivo: acercar hacia el Metro a ciertos sectores del Gran Santiago.

## Recorridos
Los recorridos estaban centrados, principalmente, en acercar a los pasajeros hacia el Metro de Santiago. Para esto se escogieron estaciones estratégicas para la operación de los buses.
Sus servicios eran más bien del tipo local, a diferencia de las micros amarillas, caracterizándose por ser de menor valor su pasaje.
Desde el año 2020, algunos de los recorridos fueron eliminados y otros sufrieron cambios en algunos de los recorridos dejan el terminal de Bellavista de la Florida y se trasladan desde el Mall Plaza Tobalaba y desde el Metro Las Mercedes debido al alto impacto que afectó la Pandemia de COVID-19 y el servicio de los recorridos de los buses Red.